# Operación Tony Manero
Operación Tony Manero fue un concurso musical, producido por Gestmusic y emitido por la cadena española Telecinco en 2008.

## Formato
El objeto del concurso era seleccionar al cantante que habría de interpretar el personaje de Tony Manero en el musical Fiebre del sábado noche, adaptación de la película homónima.
Al proceso inicial de selección se presentaron 1.500 candidatos. Solo once fueron preseleccionados para aparecer en el concurso, en el que debieron mostrar sus dotes para el canto y el baile ante un jurado integrado por Noemí Galera, Arnau Vila, Mayte Marcos y Julia Gómez Cora.
El ganador del concurso fue el argentino Juan Pablo Di Pace, que el 20 de febrero de 2009 estrenó el musical en Madrid.

## Audiencias
En su estreno, el 7 de diciembre de 2008, el espacio obtuvo tan solo un 7,8% de cuota de pantalla, lo que motivó que la cadena modificara el horario de emisión a partir de la segunda gala, que se programó en horario de madrugada. Esta decisión, se consideró en un principio la salida de los productores Cruz y Mainat de Endemol. No obstante, ellos mismos lo desmintieron en un comunicado posterior.